# Renault R17 Electric Restomod x Ora Ïto
La Renault R17 Electric Restomod x Ora Ïto (plus communément Renault R17 Electric Restomod) est un concept-car électrique du constructeur automobile français Renault, présenté en 2024.

## Présentation
La Renault R17 Electric Restomod est présentée au concours d'élégance de Chantilly 2024 le 15 septembre 2024 puis au Mondial de l'automobile de Paris 2024 à partir du 15 octobre 2024.

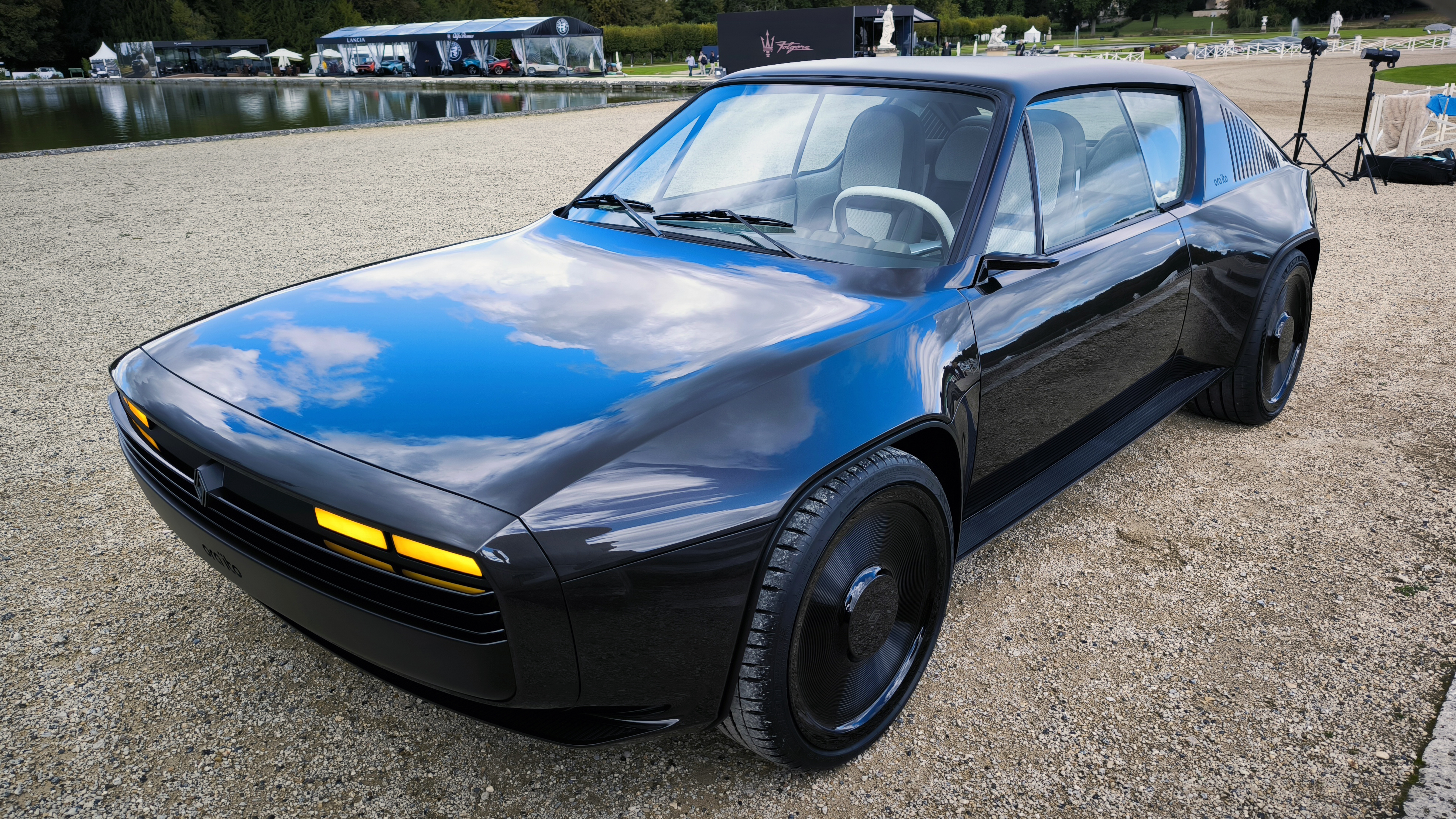
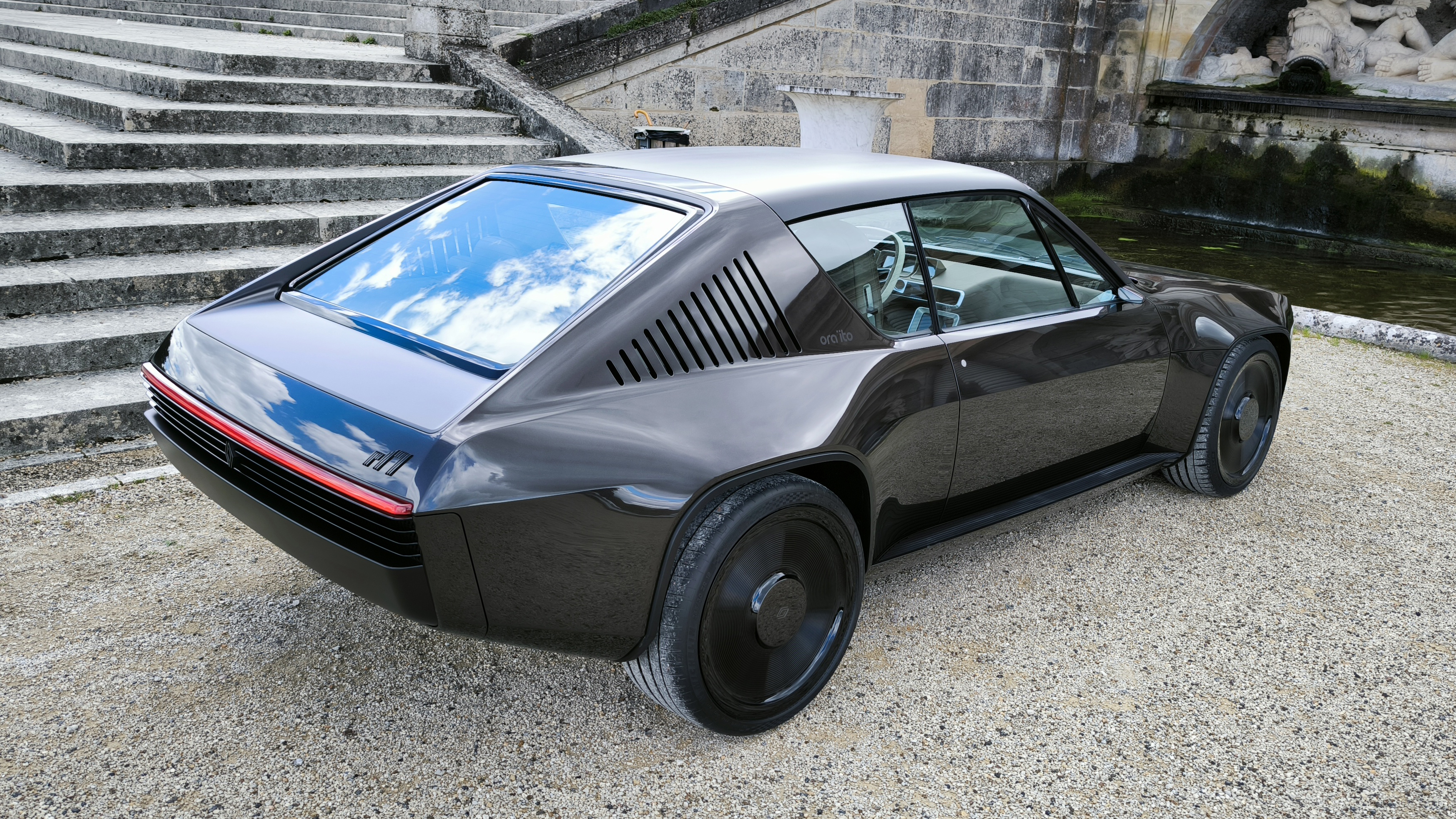

Il s'agit d'un concept car unique à motorisation électrique, basé sur une Renault 17 de 1971, repensé entièrement par le designer Marseillais Ora-ïto, d'où son nom Renault R17 Electric Restomod x Ora Ïto.

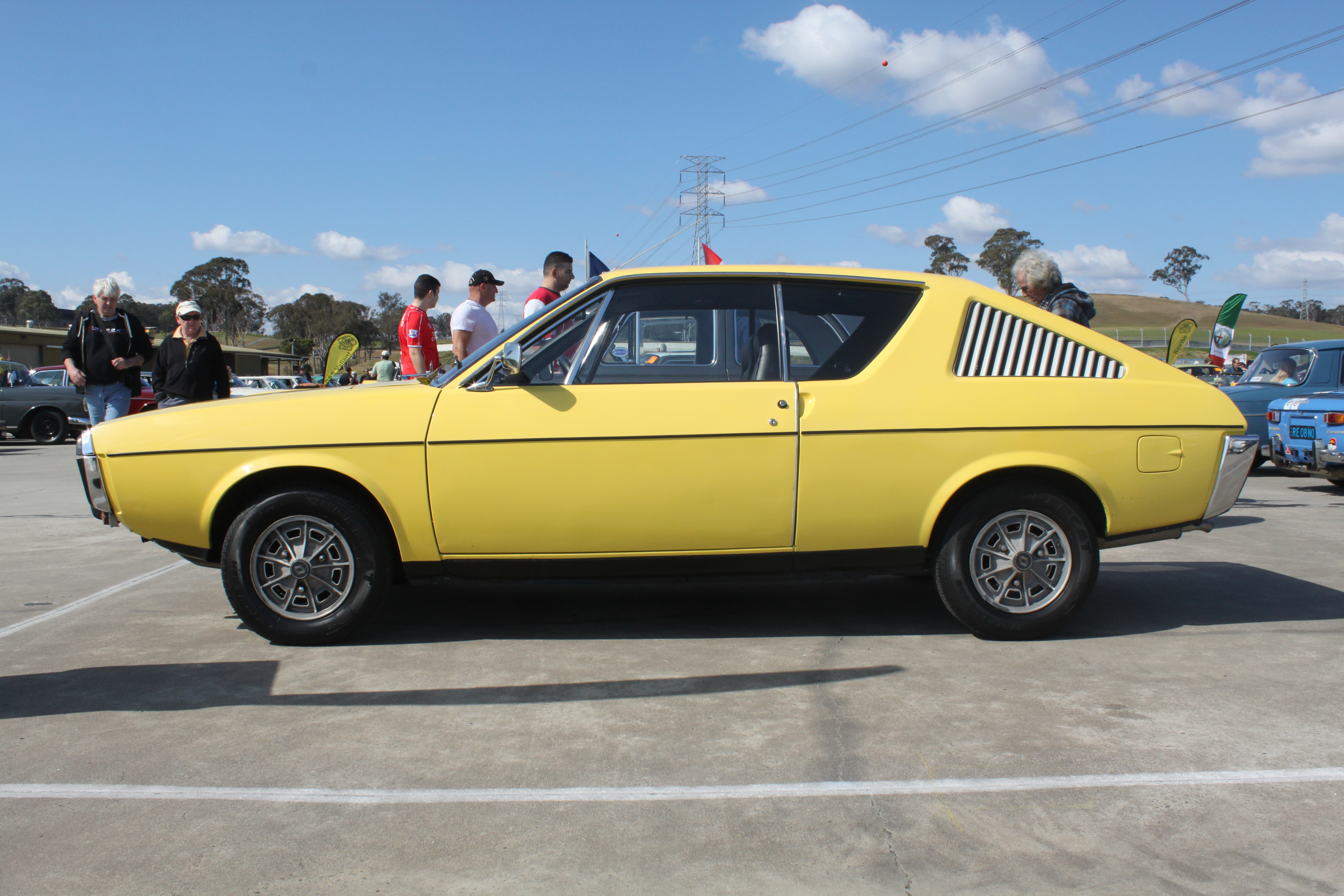
Renault 17 originelle
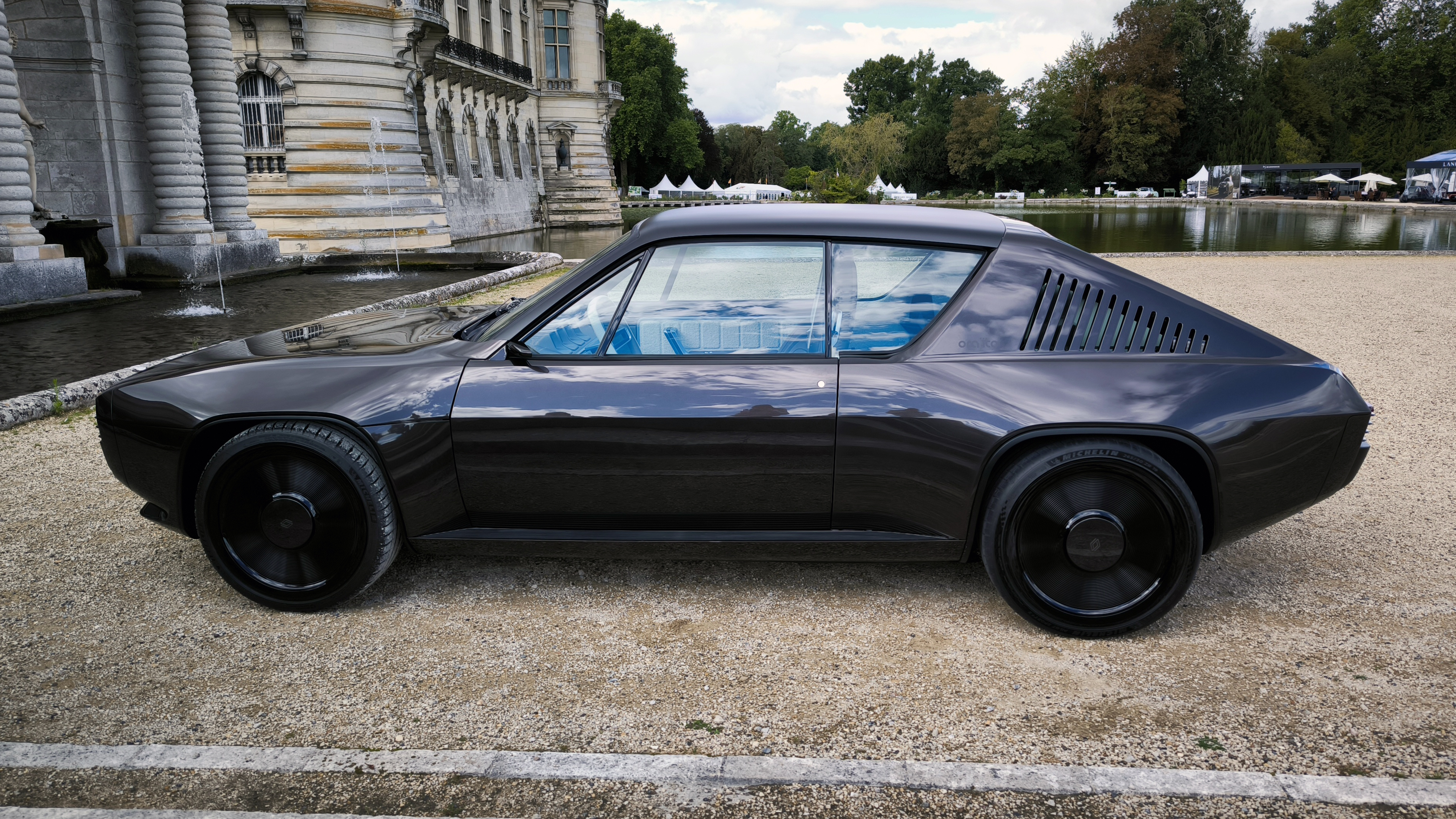
Renault R17 Electric Restomod

## Caractéristiques techniques

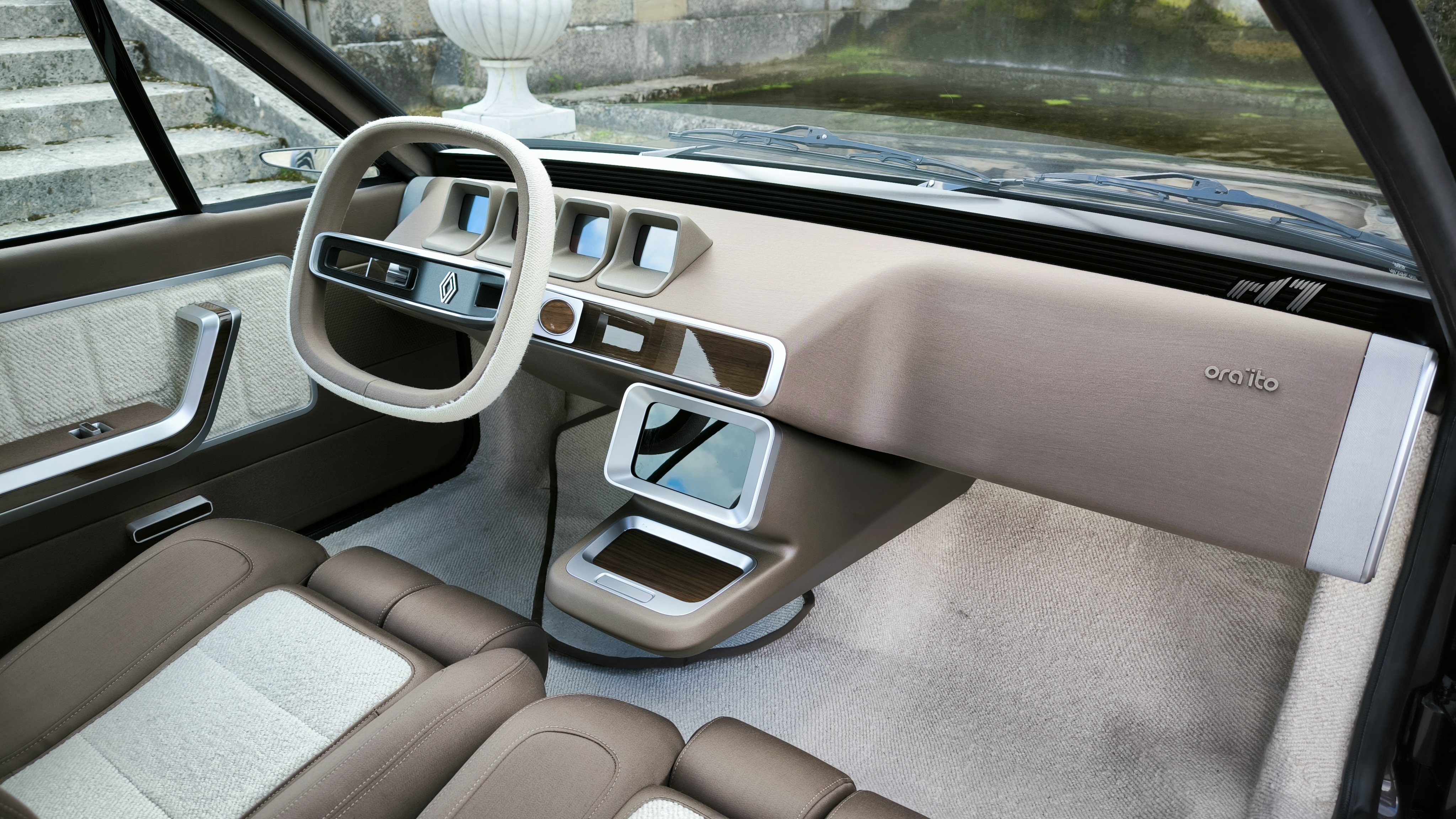
Vue de l'intérieur

Le concept repose sur la caisse autoporteuse d’origine d'une Renault 17, et en conserve la ligne générale mais modernisée. Les phares ronds sont remplacés par des projecteurs rectangulaires, les ailes élargies de 17 cm et les passages de roues sont redessinés.
La carrosserie du coupé revêt une teinte « Galactic Brown ».

### Motorisation
Le moteur thermique quatre cylindres 1.6 litre est remplacé par un moteur électrique de 270 ch positionné sur le train arrière, provenant de la Renault Megane E-Tech Electric.